# Cuatro Esquinas, Mexiko
Cuatro Esquinas är en ort i Mexiko.   Den ligger i kommunen Venustiano Carranza och delstaten Michoacán de Ocampo, i den centrala delen av landet, 400 km väster om huvudstaden Mexico City. Cuatro Esquinas ligger 1 528 meter över havet och antalet invånare är 238.
Terrängen runt Cuatro Esquinas är en högslätt. Runt Cuatro Esquinas är det ganska tätbefolkat, med 129 invånare per kvadratkilometer. Närmaste större samhälle är La Barca, 10,2 km nordost om Cuatro Esquinas. Trakten runt Cuatro Esquinas består till största delen av jordbruksmark.